# Друге Мохоое
Друге Мохоое (рос. Второе Моховое) — селище в Конаковському районі Тверської області Російської Федерації.
Населення становить 386 осіб. Входить до складу муніципального утворення Вахонинське сільське поселення.

## Історія
Від 2005 року входить до складу муніципального утворення Вахонинське сільське поселення.

## Населення
| 2010 |
| ---- |
| 386  |